# فانيسا ريال
فانيسا ريال (بالإسبانية: Vanesa Rial)‏ هي لاعب كرة قدم أمريكية إسبانية، ولدت في 1 مارس 1982 في بويرو في إسبانيا.

## وصلات خارجية
- فانيسا ريال على موقع أوليمبيديا (الإنجليزية)